# يون هو-جونغ
يون هو-جونغ هو سياسي كوري جنوبي، ولد في 27 مارس 1963 في Gapyeong County ‏ في كوريا الجنوبية. نشط حزبياً في الحزب الديمقراطي الكوري.

## مناصب
- انتخب عضو الجمعية الوطنية الكورية الجنوبية  [لغات أخرى]‏ عن دائرة Guri (Constituency of South Korean National Assembly)  [لغات أخرى]‏ خلال فترته النيابية  [لغات أخرى]‏ (30 مايو 2004 – 29 مايو 2008).
- انتخب عضو الجمعية الوطنية الكورية الجنوبية  [لغات أخرى]‏ عن دائرة Guri (Constituency of South Korean National Assembly)  [لغات أخرى]‏ خلال فترته النيابية  [لغات أخرى]‏ (30 مايو 2012 – 29 مايو 2016).
- انتخب عضو الجمعية الوطنية الكورية الجنوبية  [لغات أخرى]‏ عن دائرة Guri (Constituency of South Korean National Assembly)  [لغات أخرى]‏ خلال فترته النيابية  [لغات أخرى]‏ (30 مايو 2016 – 29 مايو 2020).
- انتخب عضو الجمعية الوطنية الكورية الجنوبية  [لغات أخرى]‏ عن دائرة Guri (Constituency of South Korean National Assembly)  [لغات أخرى]‏ خلال فترته النيابية  [لغات أخرى]‏ (30 مايو 2020 – ).